# Атанас Кършаков
Атанас (Насо) Андреев Кършаков (Каршияков), наричан Лъва, е български революционер, войвода на Вътрешната македоно-одринска революционна организация.

## Биография
Кършаков е роден в 1880 година или в 1883 година в костурското село Косинец, тогава в Османската империя (днес Йеропиги, Гърция). Брат е на Христо Кършаков и братовчед на Васил Кършаков. Учи в Битолската българска класическа гимназия, но я напуска и влиза в редовете на ВМОРО. Става четник при Марко Лерински, а по-късно центрови войвода в Костурски революционен район.
Заедно с Лазар Киселинчев, Васил Чекаларов и Дельо Марковски организира канали за внос на оръжие от Албания и Гърция. На 8 юли 1903 година, месец преди избухването на Илинденско преображенското въстание, Кършаков е тежко ранен от хора на предателя Коте Христов. След въстанието участва в отблъскването на Гръцката въоръжена пропаганда в Костурско. Така през септември 1905 година четата на Кършаков отблъсква андартско нападение над село Бесвина. Месец по-късно на 15 октомври, заедно с четите на Митре Влаха и Пандо Кляшев, разбива андартската чета на Василакис Лахтарис (Николаос Платанияс) в село Оровник.
На 4 юли 1907 година четата на Кършаков се сражава край село Стенско (днес Стена, Гърция) с андартските чети на капитан Рупакяс (Георгиос Томбрас) и капитан Лахтарас, както и с пристигнала по-късно турска войскова част. Тежко ранен, Кършаков се добира до Стенско, където е убит. Четниците отрязват главата му, за да я запазят, и се оттеглят към село Дъмбени (днес Дендрохори, Гърция), където правят снимка за спомен с отрязаната глава на своя войвода.
След смъртта на Кършаков четата му е поета от войводата Никола Дочев от Стара Загора.
Георги Константинов Бистрицки пише за него:
| „ | Атанас Кършаков от с. Косинец, с непълно средно образование, буен и смел войвода, отличил се в люти сражения с турци и гърци, легендарен по премахването на башибозушкия шеф в Нестрам-кол, най-славно загина в голямо сражение с турци, башибозуци и гръцки бандити в с. Гръче за отбраната на брата си роба. | “ |